# Angelo Dalmistro
Angelo Dalmistro (Murano, 9 ottobre 1754 – Coste, 26 febbraio 1839) è stato un presbitero e letterato italiano.

## Biografia
Era l'ultimo dei quattro figli di Bartolomeo e Domenica Morasso, che si erano trasferiti da Maniago a Murano per esercitare l'arte vetraria. Adempiendo al desiderio dei genitori, cominciò gli studi per diventare speziale, ma a quindici anni passo nel collegio gesuita di San Lorenzo per seguire la sua vocazione al sacerdozio. Nel 1774, con la soppressione dell'istituto, continuò la sua formazione nelle scuole laiche dove ebbe, tra gli altri insegnanti, Ubaldo Bregolini. Ebbe inoltre modo di conoscere Gaspare Gozzi che visitava il collegio in quanto prefetto agli studi; ne nacque una profonda amicizia che fu decisiva nella vita intellettuale e letteraria del Dalmistro.
Concluse gli studi, lavorò come correttore nella stamperia di Antonio Zatta e come precettore per le famiglie patrizie. Quest'ultima attività gli permise di entrare in contatto con la nobiltà veneziana di fine secolo e frequentò il Casino di San Moisè animato da Giustina Renier Michiel (della quale fu grande amico).
Tra il 1781 e il 1782 fu ad Asolo presso la famiglia Trieste, per poi tornare a Venezia essendogli morto il padre. Dal 1788 al 1795 insegnò al collegio muranese di San Cipriano dove ebbe come discepoli Salvatore Dal Negro, Pietro Bettio e Ugo Foscolo (della cui effettiva discepolanza in realtà sono in molti a dubitare). Fu anche privato precettore di "parecchi" giovani appartenenti a famiglie patrizie o benestanti; tra di loro, individuato di recente, si conosce il nome di Jacopo Antonio Vianelli.
Nel 1793 diede vita, assieme all'editore Antonio Fortunato Stella (al quale per le annate successive alla prima subentrò Alessandro Pepoli), all'Anno Poetico (« ossia raccolta annuale di poesie inedite di autori viventi », come recita il sottotitolo), un periodico stampato a Venezia che uscì ogni anno fino al 1800. L'Anno Poetico pubblicò alcune poesie giovanili di Foscolo, ma anche versi di Monti, Parini, Alfieri, Pindemonte e Cesarotti. Nei primi anni Novanta Dalmistro si dedicò inoltre alla traduzione di poesie inglesi; particolarmente celebre è la sua versione de Il bardo (The Bard) di Thomas Gray, edita nel 1792.
Verso il 1795 accettò la proposta del doge Lodovico Manin di diventare parroco di Maser (i Manin ne detenevano il giuspatronato). Dalle lettere ai conoscenti sappiamo che fece questa scelta a malincuore, in quanto aspirava ad una vita più libera da dedicare pienamente alle lettere.
Nel 1805 passò alla parrocchia di Martellago, dove ebbe finalmente il tempo di dedicarsi agli amati studi. Nel 1807 il vescovo di Treviso Bernardino Marin lo inviò alla prepositura di Montebelluna e l'anno successivo veniva creato protonotario apostolico dal duca Cintiano Francesco Sforza. Nonostante gli onori ricevuti, il Dalmistro godeva di una rendita molto misera e a nulla valsero le richieste avanzate al governo e alla diocesi. In questo periodo intessé buoni rapporti con Lucrezia Mangilli Valmarana, Pietro Biagi e Giovan Battista Contarini che nelle loro ville organizzavano eventi letterari nei quali era protagonista.
Negli anni successivi cercò di farsi nominare vescovo, di entrare all'università di Padova come bibliotecario o storiografo, di divenire professore a Treviso, ma tutti i tentativi furono vani. Solo nel 1813, dopo un primo rifiuto da parte del vescovo, riuscì ad insediarsi nella parrocchia di Coste che a quei tempi rappresentava uno dei benefici più ricchi.
Nella sua nuova sede il Dalmistro ritrovò la serenità tanto agognata. Si dedicò al restauro e al giardinaggio e, ovviamente, agli studi, allietato dalla presenza della sorella Anna e di altri familiari. Spesso si allontanava da Coste per raggiungere il Friuli, sua patria, le ville dei dintorni o le città vicine.
Passò gli ultimi due anni di vita pressoché infermo, costretto alla lontananza dagli ambienti mondani.